# روث آر. بينريتو
روث ماري روغان بينريتو (بالإنجليزية: Ruth R. Benerito)‏ (12 يناير 1916 – 5 أكتوبر 2013) كانت كيميائية ومخترعة أمريكية معروفة بعملها المتعلق بصناعة النسيج، ولا سيما تطوير الأقمشة القطنية القابلة للغسيل والارتداء مباشرةً. لديها 55 براءة اختراع.

## حياتها الشخصية
ولدت روث ماري روغان بينريتو وترعرعت في نيو أورلينز في عام 1916. كان والدها، جون إدوارد روغان، مهندسًا مدنيًا ومسؤولًا في خط السكك الحديدية، ووصفته ابنته بأنه مناصر لتحرير المرأة. كانت والدتها، برناديت إليزاري روغان، فنانة واعتُبرت «امرأة متحررة بحق». كان كلا الوالدين خريجين جامعيين وفرضا قيمهما فيما يتعلق بالشعور القوي تجاه التعليم وحقوق المرأة على روث.
أحاط عصر الكساد الكبير بالسنوات الأولى لروث بينريتو، وحين حصلت على درجة البكالوريوس في الكيمياء في نهاية المطاف، كان واحدًا من بين كل خمسة أمريكيين عاطلًا عن العمل. كان اهتمام بينريتو الأساسي قبل الكيمياء هو الرياضيات؛ غير أنها لم ترغب في الانخراط بمهنة خبيرة في بشؤون التأمين التي لا تقوم سوى بمجرد تقدير الاحتمالات لشركات التأمين، الأمر الذي دفعها لدراسة الكيمياء.
في وقت لاحق من حياتها حين تبصرت حول إنجازاتها العديدة، وضحت الجوهر الحقيقي لشخصيتها حين قالت: «أعتقد أن أي نجاح حققته هو نتيجة العديد من الجهود التي بذلها الكثير من الناس. بُني نجاحي الشخصي بفضل مساعدة وتضحيات أفراد عائلتي، ونتجت إنجازاتي المهنية عن جهود المعلمين الأوائل وتعاون الزملاء الذين لا يمكن تعدادهم».

## تعليمها
في عصر لم تلتحق فيه الفتيات عادةً بالتعليم العالي، حرص والدها على حصول بناته على نفس التعليم المتاح للفتيان. أكملت بينريتو المدرسة الثانوية في سن 14 والتحقت بكلية صوفي نيوكومب، وهي كلية النساء في جامعة تولين، في سن 15، حيث حصلت على شهادة في الكيمياء، وكذلك في الفيزياء والرياضيات. تخرجت في عام 1935 وانتقلت إلى كلية برين ماور لإكمال سنة واحدة من الدراسات العليا.
انتقلت بعدها إلى نيوكومب، حيث درست الكيمياء أثناء بحثها في التحليل الكمي المتقدم والكيمياء الفيزيائية والكيمياء العضوية وعلم الحركة والديناميكا الحرارية. أثناء عملها مدرّسةً، أخذت بينريتو دروسًا ليلية للحصول على درجة الماجستير من جامعة تولين. في عام 1948، حصلت على درجة الدكتوراه من جامعة شيكاغو، حيث أجرت أبحاثًا فيزيائية كيميائية تحت إشراف توماس إف. يونغ. كانت أطروحة الدكتوراه خاصتها بعنوان «معاملات نشاط حمض كلور الماء في المحاليل المائية الثلاثية». تركت وظيفتها بصفتها بروفيسورة مساعدة في كلية نيوكومب في عام 1953 للعمل في مركز البحوث الإقليمي الجنوبي التابع لوزارة الزراعة في الولايات المتحدة في نيو أورلينز، حيث قضت معظم حياتها المهنية.

## مساهماتها

### اختراع القطن الخالي من التجاعيد
تشتهر بينريتو بعملها المتعلق باستخدام كلوريدات الأحماض الأحادية الأساسية في إنتاج القطن، الأمر الذي حصلت فيه على 55 براءة اختراع. اخترعت هذه الأقمشة القطنية القابلة للغسيل والارتداء مباشرة، والتي تسمح بوجود ملابس أكثر متانة وخالية من التجاعيد، وذلك أثناء علمها في مختبرات وزارة الزراعة الأمريكية في نيو أورلينز في الخمسينيات من القرن العشرين. قبل هذا الابتكار، كانت العائلات بحاجة إلى وقت طويل لكيّ الملابس. وجدت بينريتو طريقة لمعالجة سطح القطن كيميائيًا والتي أدت إلى نسيج مقاوم للتجاعيد وأقمشة مقاومة للبقع واللهب. قيل إن الاختراع «أنقذ صناعة القطن».

### معدات المختبر
أدى بحث بينريتو إلى تطوير ألياف زجاجية أثبتت فائدتها في تصنيع معدات المختبر.

### طريقة إطعام الجنود المصابين بجروح خطيرة
إلى جانب مساهمتها في صناعة النسيج، خلال الحرب الكورية، طورت بينريتو طريقة لحقن الدهون عن طريق الوريد للمرضى الذين كانوا مريضين جدًا لدرجة تمنعهم من تناول الطعام، وهي طريقة تستخدم لإطعام الجنود المصابين بجروح خطيرة.